# جیمی گاردنر
جیمی گاردنر (انگلیسی: Jimmy Gardner؛ ۲۴ اوت ۱۹۲۴ – ۳ مهٔ ۲۰۱۰) یک هنرپیشه اهل بریتانیا بود. وی بین سال‌های ۱۹۵۴ تا ۲۰۰۵ میلادی فعالیت می‌کرد.
از فیلم‌ها یا برنامه‌های تلویزیونی که وی در آن نقش داشته است می‌توان به هری پاتر و زندانی آزکابان و جنون اشاره کرد.